# Штаерман, Михаил Яковлевич
Михаил Яковлевич Штаерман (первоначально Мойше-Тейвель Янкелевич Штаерман, также Мойша Янкелевич) — советский учёный в области строительной и теоретической механики, доктор технических наук, профессор.

## Биография
Родился в Могилёве-на-Днестре (Подольской губернии). Племянник еврейского писателя и драматурга И.-И. Ш. Сиркиса — сын его сестры Ривки Шмерелевны (Ревекки Сергеевны) Сиркис (1864, Ярышев — 1950, Куйбышев). В 1909 году окончил Императорское Московское техническое училище по специальности инженер-механик. Дальнейшее инженерное образование получил в Германии. По возвращении в Россию в 1913 году поселился в Санкт-Петербурге, где до 1929 года работал инженером в акционерном обществе «Железо-бетон». С 1929 года — главный инженер Главного управления строительства (Главстрой) при наркомпищепроме СССР в Москве. В 1937—1941 годах — заведующий кафедрой строительных конструкций Московского института путей сообщения.
Основные научные труды в области строительной механики, методов расчёта оборудования в пищевой и холодильной промышленности. В 1926 году по проекту архитектора А. А. Оля и инженера М. Я. Штаермана было возведено здание холодильника Ленинградского торгового порта.

## Семья
- Братья — учёные в области строительной механики, профессора Илья Яковлевич Штаерман и Юлий Яковлевич Штаерман[8]. Сестра — врач-педиатр и учёный-медик Ида Яковлевна Штаерман, доцент детской клиники Куйбышевского научно-практического института охраны материнства и младенчества[9][10].
- Дочь — Елена Михайловна Штаерман, историк-антиковед, доктор исторических наук.

## Публикации
- Теория тонкостенных куполов и сводов: современные методы расчёта. Киев, 1930. — 148 с.
- Новый метод расчёта железобетонных конструкций. М.: Мясохладстрой, 1932. — 50 с.
- Новый метод расчёта железобетонных конструкций. 2-е изд., доп. и перераб. М.: Мясохладострой, 1933. — 97 с.
- Изоляция холодильников. М.—Л.: Пищепромиздат, 1935. — 118 с.
- Холодильные сооружения: Строительная часть. М.—Л.: Пищепромиздат, 1935. — 174 с.
- Новый метод расчёта железобетонных конструкций. 3-е изд., перераб. и доп. М.—Л.: Пищепромиздат, 1935. — 158 с.
- Безбалочные перекрытия (с А. М. Ивянским). М.—Л.: Пищепромиздат, 1937. — 364 с.
- Тоннели-склады. М.: Пищепромиздат, 1946. — 48 с.
- Основы строительного дела в пищевой промышленности. М.: Пищепромиздат, 1949. — 300 с.
- Выбор оптимального способа расчёта изгибаемых железобетонных элементов. М.: Государственное издательство литературы по строительству и архитектуре, 1953. — 92 с.
- Безбалочные перекрытия (с А. М. Ивянским). М.: Государственное издательство литературы по строительству и архитектуре, 1953. — 336 с.
- Изоляция холодильников: расчёт и конструирование. М.: Пищепромиздат, 1954. — 272 с.
- Безгредови подови конструкции (Безбалочные перекрытия, на болгарском языке). София: Наука и изкуство, 1955. — 336 с.
- 施达耶尔曼, 伊夫扬斯基. 无梁楼盖 (Безбалочные перекрытия, на японском языке). 建筑工程出版社, 1956. — 354 pp.
- Основы строительного дела в холодильной и пищевой промышленности. 2-е изд., перераб. и доп. М.: Госстройиздат, 1957. — 302 с.
- Entrepisos sin vigas (Безбалочные перекрытия, на испанском языке). Монтевидео: Editora Inter Ciencia, 1960 и 1963. — 485 pp.